# Gottlob Siegmund Gruner
Gottlob Siegmund Gruner, född den 20 juli 1717 i Trachselwald, kantonen Bern, död den 10 april 1778 i Utzenstorf, var en schweizisk naturforskare. Han var son till Johann Rudolf Gruner.
Gruner blev 1743 hovmästare hos hertigen av Anhalt-Schaumburg och 1764 Landschreiber för Landshut och Frauenbrunn i Bayern. Han bedrev forskning om Schweiz geologi i synnerhet beträffande glaciärerna och flyttblocken. Utöver nedanstående skrifter författade han även ett antal juridiska och ekonomiska avhandlingar.